# Pangia
Pangia – rodzaj chrząszczy z rodziny biedronkowatych i podrodziny Coccinellinae. Obejmuje dwa opisane gatunki. Występują w południowych Chinach i Wietnamie.

## Taksonomia
Rodzaj ten wprowadzili w 2012 roku Wang Xingmin i Ren Shunxiang. Jego gatunkiem typowym wyznaczyli opisanego w 1978 roku przez Hoàng Đúc Nhuâna Serangiella vietnamica. Nazwę rodzajową nadano na cześć Pang Xiongfeia, chińskiego koleopterologa. 
Do rodzaju tego zalicza się dwa opisane gatunki:
- Pangia lamelliforma Wang et Ren, 2012
- Pangia vietnamica (Hoàng, 1978)

## Morfologia
Chrząszcze o niewiele dłuższym niż szerokim, okrągławym i silnie wypukłym, prawie półkulistym ciele długości od 1,42 do 1,68 mm i szerokości od 1,19 do 1,39 mm. Wierzch ciała jest błyszcząco czarny z żółtawobrązową głową, spód zaś głównie ciemnobrązowy z rudobrązowym przedpiersiem i czarnymi epipleurami. Barwa odnóży jest żółtawobrązowa. Na wierzchu ciała występują pojedyncze, rozproszone szczecinki.
Poprzeczna głowa ma wyciągnięty region nadustkowy z lekko wykrojonym przy nasadach czułków nadustkiem. Czułki buduje dziewięć członów, z których pierwszy jest gruby, drugi mniejszy i kulisty, trzeci wyraźnie dłuższy od poprzedniego i silnie trójkątny, czwarty krótki i szeroki, a człony od piątego do ósmego krótkie i coraz szersze. Ostatni człon jest owalny, spłaszczony i służy za buławkę. Trójkątne żuwaczki z pojedynczym zębem na szczycie oraz trójkątny trzeci człon czułków wyróżniają ten rodzaj na tle całego plemienia. Spód głowy jest spłaszczony i wzdłuż wewnętrznych krawędzi oczu zaopatrzony w wyraźne rowki, w których chowają się w pozycji ochronnej nóżki i trzonki czułków. Głaszczki szczękowe mają człon ostatni dłuższy niż szerszy, beczułkowaty ze ściętym wierzchołkiem.
Poprzeczne, ponad dwukrotnie szersze niż długie, silnie wypukłe przedplecze ma kompletne i delikatne obrzeżenie, słabo wystające i nieco rozwartokątne kąty przednie oraz proste w widoku bocznym kąty tylne. Stosunkowo dużych rozmiarów tarczka ma trójkątny zarys. Mocno wysklepione pokrywy mają powierzchnię gładką, pozbawioną punktacji. Skrzydła tylnej pary cechują się silną redukcją użyłkowania. Przedpiersie jest pośrodku silnie rozbudowane, formując szeroki płat okrywający od spodu narządy gębowe i zaopatrzony po bokach w lekkie wcięcia do chowania czułków. Wyrostek międzybiodrowy przedpiersia jest szeroki, pozbawiony żeberek i na wierzchołku prawie ścięty. Bardzo krótkie i szerokie śródpiersie (mezowentryt) ma na przedzie szeroką listewkę. Duże i szerokie zapiersie (metawentryt) odznacza się błyszczącą powierzchnią. Wąskie, dochodzące tylko do 3/5 długości pokryw epipleury mają ostro odgraniczone jamki, w których w pozycji ochronnej chowają się wierzchołki ud środkowej i tylnej pary odnóży. Odnóża mają szerokie i płaskie uda, osłaniające w pozycji spoczynkowej dalsze ich części. Czteroczłonowe stopy, jak i silnie rozszerzone w kierunku zewnętrznym golenie środkowej i tylnej pary są cechami wyróżniającymi rodzaj na tle plemienia.
U obu płci na spodzie odwłoka widocznych jest pięć sternitów (wentrytów), z których pierwszy ma niekompletne linie udowe sięgające jego bocznych krawędzi i pozbawione dołków czy porów, a ostatni ma lekko powrębianą krawędź tylną. Wentryty pierwszy i piąty są znacznie dłuższe niż trzeci i czwarty. Genitalia samca odznaczają się silnie niesymetrycznym tegmenem o skomplikowanej budowie oraz uproszczonym prąciem ze spiczastym wierzchołkiem i małą kapsułą. Samicę charakteryzuje słabo zesklerotyzowane pokładełko o kształcie wydłużonego trójkąta zaopatrzone w krótkie gonostyliki. Jej genitalia mają małą, dobrze zesklerotyzowaną, dwudzielną spermatekę i pozbawione są infundibulum.

## Rozprzestrzenienie
Rodzaj ten rozprzestrzeniony jest na południowym wschodzie Palearktyki i północnym wschodzie krainy orientalnej. P. lamellifromia jest endemitem Tybetu. P. vietnamica w Chinach znany jest z Guangdongu, Hajnanu, Junnanu, Kuangsi i Kuejczou, a ponadto zamieszkuje Wietnam.